# Ernst Tiedemann
Ernst Klaus Tiedemann (* 6. Oktober 1919 in Erfurt; † 18. Februar 2007 in München) war deutscher Mediziner und Entwicklungshelfer in Afrika.

## Leben
Sein Vater Fritz Tiedemann war seit 1920 Regierungspräsident im seit 1815 preußischen Regierungsbezirk Erfurt der preußischen Provinz Sachsen, weshalb er seine frühe Kindheit im Regierungsgebäude, der ehemaligen Statthalterei und heutigen Thüringer Staatskanzlei in der Regierungsstraße verbrachte.
Der Erfurter evangelische Pfarrer Ritzhaupt bewunderte am fürsorglichen Familienvater Tiedemann, „wie rührend er an Frau und Kindern hing, wie er sich sorgte für seine Kinder, für ihre Schularbeiten, ...“. Und der Geistliche wünschte 1930 dem damals nahezu elfjährigen Sohn Ernst wie auch seinen beiden älteren Geschwistern, Arnold (1913–1941) und Hildegard (1918–2003), dass alle dieselbe Begabung wie ihr Vater haben, „immer froh zu sein, immer mutig und zuverlässig in allem,“ was sie tun.
In Erfurt machte Ernst Tiedemann 1937 sein Abitur am Realgymnasium Zur Himmelspforte, wo er sich auch in dem von seinem Bruder initiierten Arnold-Tiedemann-Kreis bewegte, der sich im Widerstand gegen den Nationalsozialismus befand. Nach anschließendem Arbeits- und Wehrdienst ging er 1939 zum Studium der Medizin nach Göttingen an die Georg-August-Universität, wo er im Sommersemester 1939 in der Burschenschaft Holzminda aktiv wurde. Sein durch lange Einsätze als Sanitätssoldat und Truppenarzt im Zweiten Weltkrieg häufig unterbrochenes Studium setzte er teilweise in Jena fort und wurde schließlich 1944 promoviert. Nach seinem Studium folgte zwischen Mai und August 1945 eine kurzzeitige Tätigkeit als Arzt am Städtischen Krankenhaus in Erfurt, welche er fluchtartig abbrechen musste, um einer drohenden Verhaftung als ehemaliger Militärarzt und damit Offizier der Wehrmacht durch die sowjetischen Besatzungsbehörden zu entgehen.
Nach seiner Flucht arbeitete er im Medizinaldienst des Landes Niedersachsen. Tiedemann durchquerte dann 1953 als erster Deutscher mit einem VW Käfer das gesamte Afrika von Kapstadt bis Kairo. Als freigestellter Referent im niedersächsischen Sozialministerium wirkte der ausgebildete Tropenmediziner 1960 bis 1964 als Berater des äthiopischen Gesundheitsministeriums in Addis Abeba, wobei es zu engen Kontakten mit dem damaligen Kaiser Haile Selassie kam, dessen Leibarzt er wurde. In Äthiopien zog er sich eine schwere und langwierige Tropen-Erkrankung zu, wegen der er 1964 in den Ruhestand versetzt wurde. Er war aber trotzdem weiterhin aktiv, unter anderem als Berater deutscher Firmen in Afrika und als Schiffsarzt. Ausgedehnte Reisen führten ihn in nahezu alle Winkel der Erde, was gerade in den 1950er und 60er Jahren seiner regen Vortragstätigkeit eine hohe Beachtung einbrachte. Von Hannover zog er 1968 dann nach München, wo er unter anderem als Betriebsarzt beim TÜV wirkte und Daytop, eine Organisation für Suchthilfe, lange Zeit als Mediziner unterstützte. Tiedemann starb 2007 in München.

## Schriften
- Über die Behandlung der Netzhautgliome unter Erhaltung des Augapfels, insbesondere über die Strahlenbehandlung. Dissertation, Universität Göttingen vom 18. Juni 1944.